# Egnate Ninosjvili
Egnate Ninosjvili (Georgisch: ეგნატე ნინოშვილი) (Kela, 17 februari 1857 - Artsjeoeli, 12 mei 1894), oorspronkelijke naam Egnate Ingorokva, was een Georgische schrijver en socialistische activist. Hij gebruikte Ninosjvili als zijn schrijverspseudoniem en staat met deze naam algemeen bekend.

## Biografie
Egnate Ninosjvili werd als Egnate Ingorokva geboren in een arm boerengezin in het dorp Kela (Lantsjchoeti, Goeria) in het gouvernement Koetais. Hij was enig kind in het gezin en werd opgevoed door zijn tante, nadat zijn moeder vijf maanden na zijn geboorte overleed. 
In 1870 werd Ninosjvili aan een priester gegeven die hem christelijke rites aanleerde. Daarna werd hij naar de neef van de priester in Poti gestuurd, die Ninosjvili tot bediende maakte en hem opsloot in de keuken. Het duurde niet lang voor zijn oom hem in 1871 mee naar huis in Kela terugbracht, waar hij naar de dorpsschool ging. Door armoede moest hij de school te verlaten en werd herder.

### Studie en werk
In 1876 lukte het Egnate Ninosjvili een studie te beginnen aan de seminarie in de Goeriaanse hoofdstad Ozoergeti. Hier werd hij in 1878 weggestuurd vanwege het leiden van een studentenstaking. Nadat hij alsnog zijn examen wist te behalen en daarmee een lerarencertificaat verkreeg, werd hij in 1879 aangesteld als leraar bij de dorpsschool van Tsjotsjchati, vlakbij zijn geboortedorp.
Het onderwijs op het platteland van Goeria was moeilijk en het schoolgebouw in Tsjotsjchati was niet geschikt voor de onderwijstaken. Ninosjvili schreef in 1880 hierover met Ilia Tsjavtsjavadze, de oprichter en voorzitter van de Vereniging voor de Verspreiding van Alfabetisering onder Georgiërs. Hij beklaagde zich erover dat de school niet voldoende financiën ter beschikking had om het gebouw voldoende te kunnen onderhouden.
De plattelandsomstandigheden waaronder hij les moest geven vielen hem zwaar. Tevens ambieerde hij verdieping van zijn kennis en wilde daarvoor naar de stad. In 1881 stopte Ninosjvili met lesgeven en ging bij de Batoemispoorlijn werken. In de daaropvolgende jaren werkte hij in verschillende functies. In 1882-1883 werkte hij als telegraaf op het station van Soepsa in de spoorlijn Samtredia - Batoemi. In 1884 verhuisde Ninosjvili naar Tbilisi en werkte als zetter in een drukkerij. Hier verdiende hij zo weinig dat hij niet in zijn levensonderhoud kan voorzien en keerde een jaar later weer terug in Goeria, waar hij op het platteland verbleef.
Na een half jaar als schrijver bij een dorpsrechtbank te hebben gewerkt, reisde Ninosjvili in 1886 met de financiële steun van vrienden naar Montpellier in Frankrijk. Hij had hier een armoedig bestaan en keerde in 1887 weer terug in Georgië. Na zijn terugkeer werkte hij als secretaris voor Grigol Goerieli, een van de oprichters van de Vereniging voor de Verspreiding van Alfabetisering onder Georgiërs en bestudeerde zijn boeken. Ninosjvili begon in deze periode met publicaties in de politiek-literaire krant Iveria van Ilia Tsjavtsjavadze, wat het beginpunt van zijn literaire carrière was. Hij schreef over het harde leven van Georgische boeren en hun onderdrukking door tsaristische functionarissen.

### Schrijverschap en socialisme

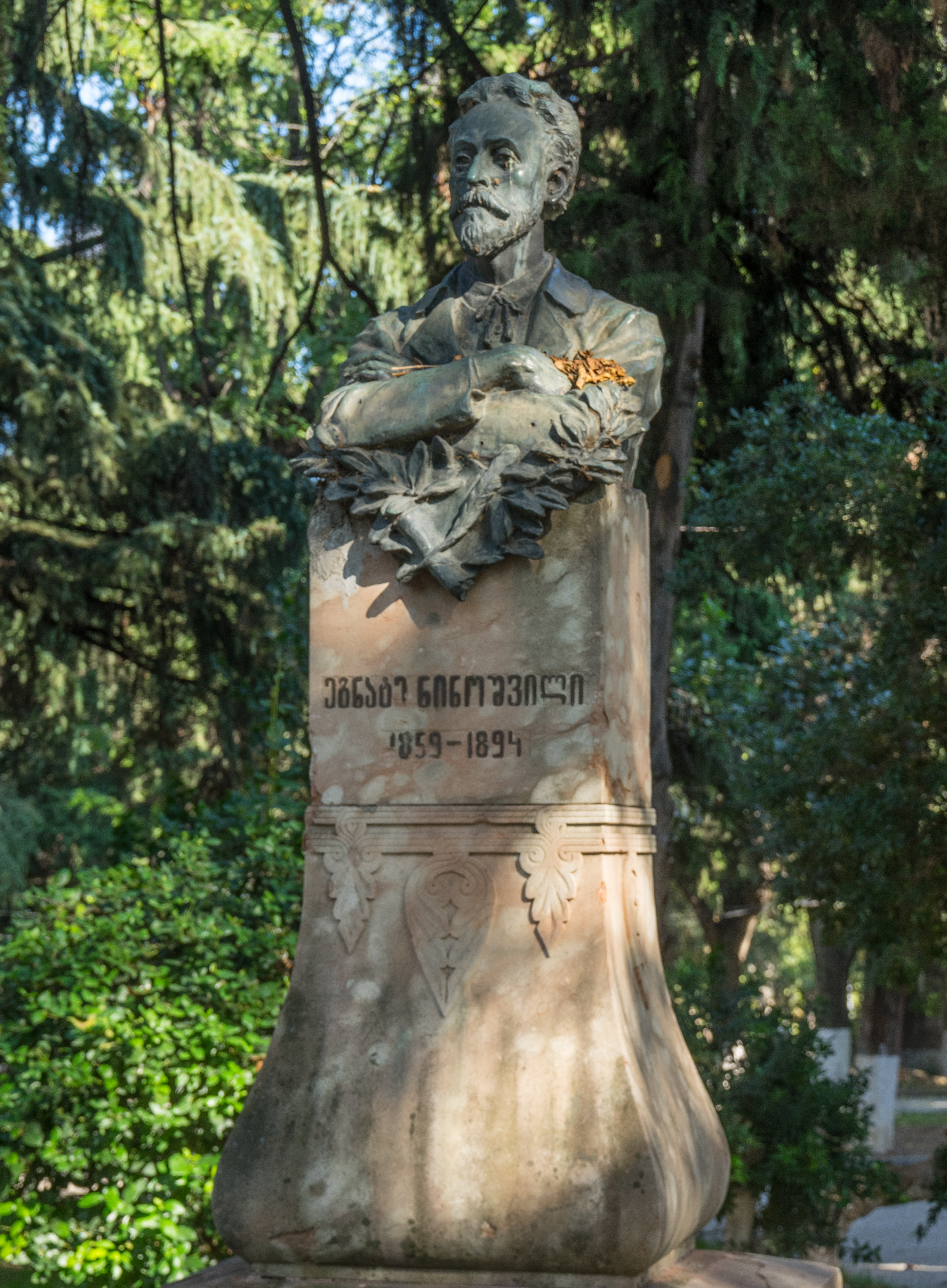
Buste van Egnate Ninosjvili naast de nationale kunstgalerij aan de Roestavelilaan in Tbilisi.

In november vertrok Ninosjvili bij Goerieli om zich te storten op het schrijven van zijn eerste boek Opstand in Goeria over de opstand in Goeria in 1841 tegen de Russische bezetter. Het boek was in mei 1889 af. Daarna verhuisde Ninosjvili naar Batoemi en werkte in de haven en in de Rothschild-fabriek. In 1890 deed hij kantoorwerk bij de mangaanverwerkende fabrieken in Zestafoni. Zijn longen hadden het hier zwaar te verduren waar zijn algehele gezondheid onder leed. Niettemin schreef hij in de periode 1890-1891 verschillende belangrijke werken, waaronder Simona', Christine, Vreemde ziekte, Paliastomimeer, die als boek werden gepubliceerd. Hij las de verhalen ook voor aan zijn collega's.
Daarnaast nam Ninosjvili deel aan socialistische revolutionaire activiteiten die op dat moment opkwamen in Georgië. Hij sloot zich in 1891 aan bij de "Saphiloxero-groep" (Druifluis-groep in het Nederlands), die naar verschillende uithoeken van de Kaukasus reisde. Samen met zijn zus reisde hij door de Noordelijke Kaukasus, waar hij indrukken opdeed die de basis vormden voor zijn Brieven uit Dagestan.
In december 1892 organiseerde Ninosjvili in Tbilisi informele bijeenkomsten voor jongeren, wat een voortzetting was van het revolutionaire werk waar hij in Zestafoni mee begonnen was. In diezelfde maand nam hij het initiatief tot een conferentie in Zestafoni die de krachten van de democratische intelligentsia moest verenigen rond een actieprogramma. Dit programma werd ontwikkeld door Noë Zjordania en werd op de conferentie met kritiek ontvangen vanwege zijn burgerlijk-nationalistische opvattingen. De conferentie was het begin van Mesame Dasi ('Derde Groep') en was de eerste aanzet tot de vorming van de Sociaaldemocratische Partij van Georgië gestoeld op het mensjewisme.
In de eerste maanden van 1893 woonde Ninosjvili in Tbilisi, waar hij de Duitse taal studeerde en het verhaal Partach ('Schort') afmaakte. Hij begon er ook met het herschrijven van Ridder van ons vaderland. Daarna reisde hij terug naar zijn dorp in Goeria, waar zijn gezondheid hem inhaalde en hij aan bed gebonden de laatste fase van zijn leven doorbracht.

### Overlijden
Egnate Ninosjvili stierf op 12 mei 1894 op 35-jarige leeftijd aan tuberculose. Zijn dood werd in de samenleving met groot verdriet ontvangen. Akaki Tsereteli noemde Egnate Ninosjvili "de eerste zwaluw van de lente van de toekomst". De begrafenis van Ninosjvili in het Goeriaanse dorp Tsjantsjeti werd bezocht door prominente literaire en politieke activisten die het gebruikten als platform voor hun revolutionaire bewegingen.

## Nalatenschap

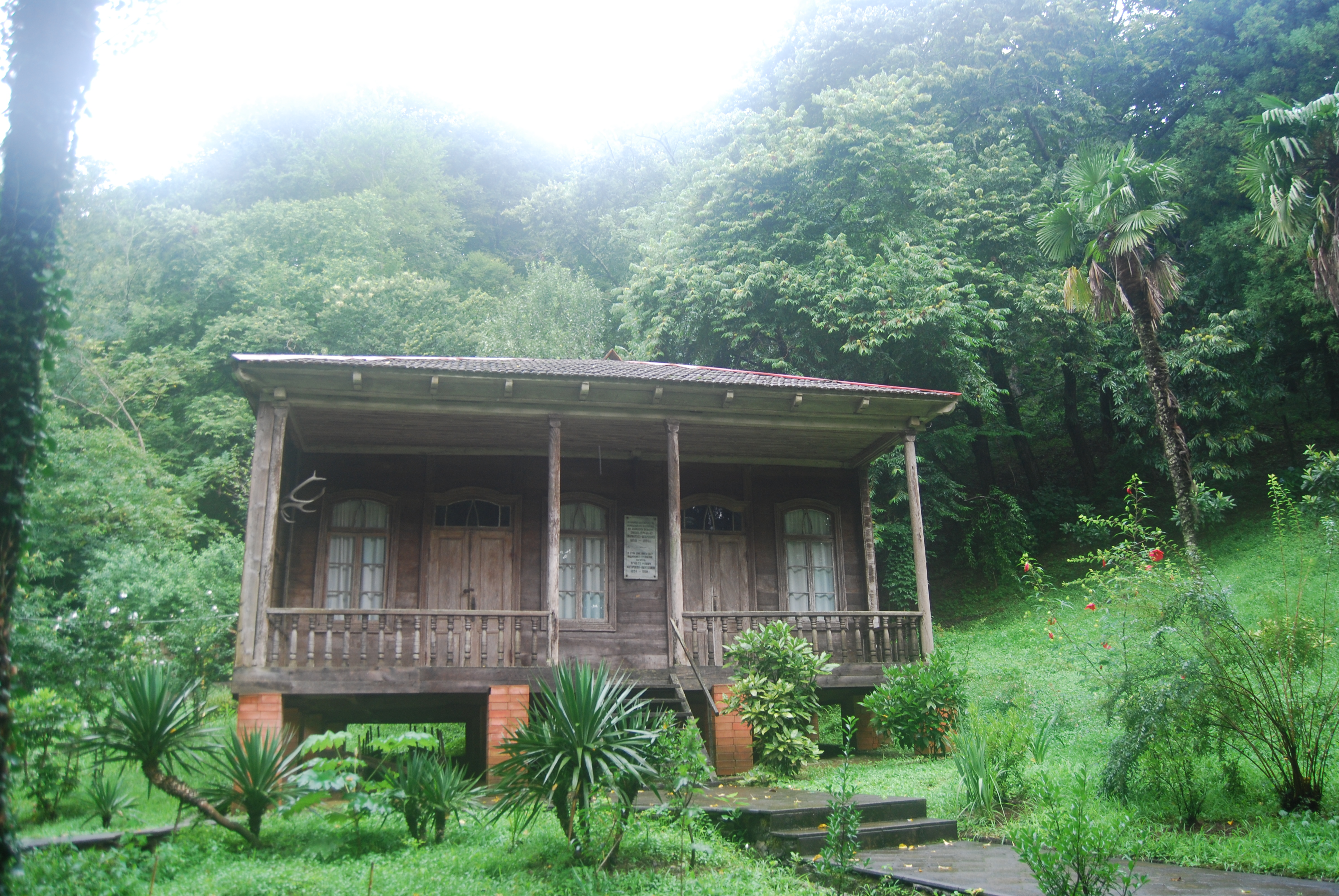
Huismuseum van Egnate Ninosjvili, het huis waar hij overleed in 1894.

In zijn verhalen en verhalen beschreef Ninosjvili de sociale stratificatie van het Georgische dorp na de afschaffing van de lijfeigenschap, de degradatie van de adel, de vernietiging van het patriarchale plattelandsleven en de proletarisering van de boeren. Allemaal thema's die in zijn verhalen centraal stonden.
Ninosjvili's teksten werden door de Georgische mensjewieken, de grondleggers van de Democratische Republiek Georgië beschouwd als een van de fundamenten van hun programma. Na de val van de republiek in 1921 aan de bolsjewistische Sovjets, werd de literaire en intellectuele erfenis van Ninosjvili gebruikt door de propagandamachine van de Sovjet-Unie. Als gevolg hiervan werd zijn werk na de herwonnen onafhankelijkheid van Georgië uit het schoolcurriculum gehaald. Later volgde een herwaardering van zijn werk.
De eerste Georgische speelfilm Kristine (1916-1918) was gebaseerd op zijn gelijknamige korte verhaal. In 1923 werd een buste van Egnate Ninosjvili in Tbilisi geplaatst. Het werd gemaakt door de Georgische beeldhouwer Iakob Nikoladze, kort na de Sovjet-verovering van Georgië toen Lenin opdracht gaf om alle standbeelden van koningen en generaals te vervangen door meer revolutionaire, waaronder een van Ninosjvili. In 1948 werd het huis waarin Ninosjvili overleed omgebouwd tot een huismuseum.